# Tanjilana akroreia
Tanjilana akroreia är en nattsländeart som beskrevs av Arturs Neboiss 1962. Tanjilana akroreia ingår i släktet Tanjilana och familjen Hydrobiosidae. Inga underarter finns listade i Catalogue of Life.